# Ólafur Rafnsson
Ólafur Eðvarð Rafnsson, född 7 april 1963, död 19 juni 2013, var en isländsk basketspelare, som blev isländsk mästare för Haukar från Hafnarfjordur 1988.
Han var vid sin död ordförande i FIBA Europe samt Islands olympiska kommitté och idrottsförbund.

### Fotnoter
1. ↑  Board of FIBA Europe
2. ↑  Board of Icelandic Olympic and Sports Association Arkiverad 27 maj 2013 hämtat från the Wayback Machine.